# Lifestyles of the Rich and Famous
Lifestyles of the Rich and Famous is een nummer van de Amerikaanse poppunkband Good Charlotte uit 2003. Het is de eerste single van hun tweede studioalbum The Young and Hopeless.
Het nummer beschrijft de wereldwijde obsessie door roem en hoe beroemdheden zich eigenlijk helemaal niet zo gelukkig voelen. Het werd een bescheiden hit in de Verenigde Staten, Europa en Oceanië. In de Amerikaanse Billboard Hot 100 haalde het de 20e positie. In de Nederlandse Top 40 bereikte het de 22e plek, en in de Vlaamse Ultratop 50 de 37e.